# 拉蒂利耶尔
拉蒂利耶尔（法語：La Tuilière，法語發音：[la tɥiljɛʁ]）是法国卢瓦尔省的一个市镇，属于罗阿讷区。

## 地理
拉蒂利耶尔（45°56'41"N, 3°48'6"E）面积31.09 平方千米，位于法国奥弗涅-罗讷-阿尔卑斯大区卢瓦尔省，该省份为法国中南部省份，北起顺时针与索恩-卢瓦尔省、罗讷省、伊泽尔省、阿尔代什省、上盧瓦爾省、多姆山省和阿列省接壤。
与拉蒂利耶尔接壤的市镇（或旧市镇、城区）包括：拉普吕涅、阿尔孔、舍里耶、圣瑞斯特昂舍瓦莱、圣普列斯特-拉普吕涅。

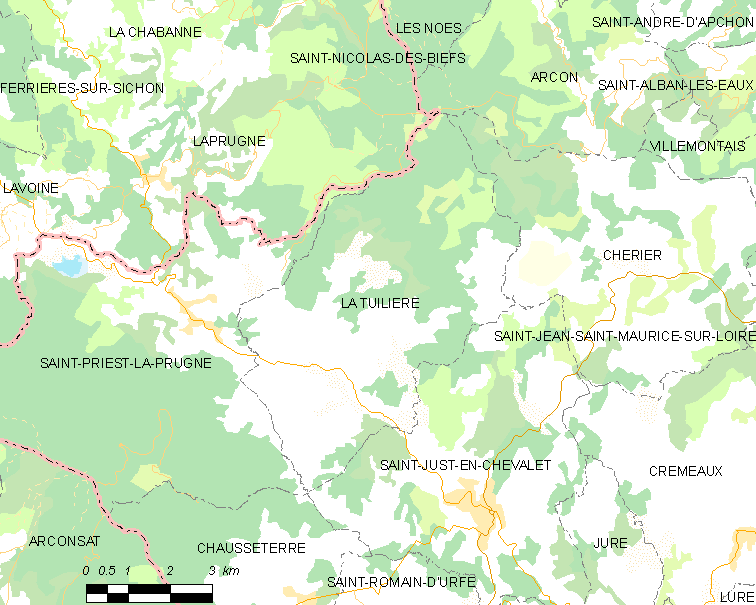
拉蒂利耶尔的OSM定位图

拉蒂利耶尔的时区为UTC+01:00、UTC+02:00（夏令时）。

## 行政
拉蒂利耶尔的邮政编码为42830，INSEE市镇编码为42314。

## 政治
拉蒂利耶尔所属的省级选区为勒奈松县。

## 人口

1962-2008年间拉蒂利耶尔人口变化图示

拉蒂利耶尔于2022年1月1日时的人口数量为273人。